# راس محل الغربية (المكلا)

تعديل مصدري - تعديل

راس محل الغربية هي إحدى قرى عزلة المكلا بمديرية المكلا التابعة لمحافظة حضرموت، بلغ تعداد سكانها 474 نسمة حسب تعداد اليمن لعام 2004.